# فرودگاه کوئلیمین
 فرودگاه کوئلیمین (به انگلیسی: Quelimane Airport) یک فرودگاه همگانی با کد یاتا UEL است که یک باند فرود شن دارد و طول باند آن ۹۰۸ متر است. این فرودگاه در کشور موزامبیک قرار دارد و در ارتفاع ۱۱ متری از سطح دریا واقع شده است.